# Mirador, Mexiko
Mirador är en ort i Mexiko.   Den ligger i kommunen Tequila och delstaten Veracruz, i den sydöstra delen av landet, 240 km öster om huvudstaden Mexico City. Mirador ligger 1 151 meter över havet och antalet invånare är 230.
Terrängen runt Mirador är varierad. Runt Mirador är det ganska tätbefolkat, med 100 invånare per kvadratkilometer. Närmaste större samhälle är Córdoba, 11,9 km nordost om Mirador. I omgivningarna runt Mirador växer i huvudsak städsegrön lövskog.